# Анундолва
Анундолва — река в России, протекает по территории Надымского района Ямало-Ненецкого АО. Один из правых притоков реки Надым, впадает в неё на 262-м км от устья. Длина реки составляет 48 км.

## Данные водного реестра
По данным государственного водного реестра России относится к Нижнеобскому бассейновому округу, водохозяйственный участок реки — Надым, речной подбассейн реки — подбассейн отсутствует. Речной бассейн реки — Надым.
Код объекта в государственном водном реестре — 15030000112115300048146.